# Préfecture autonome

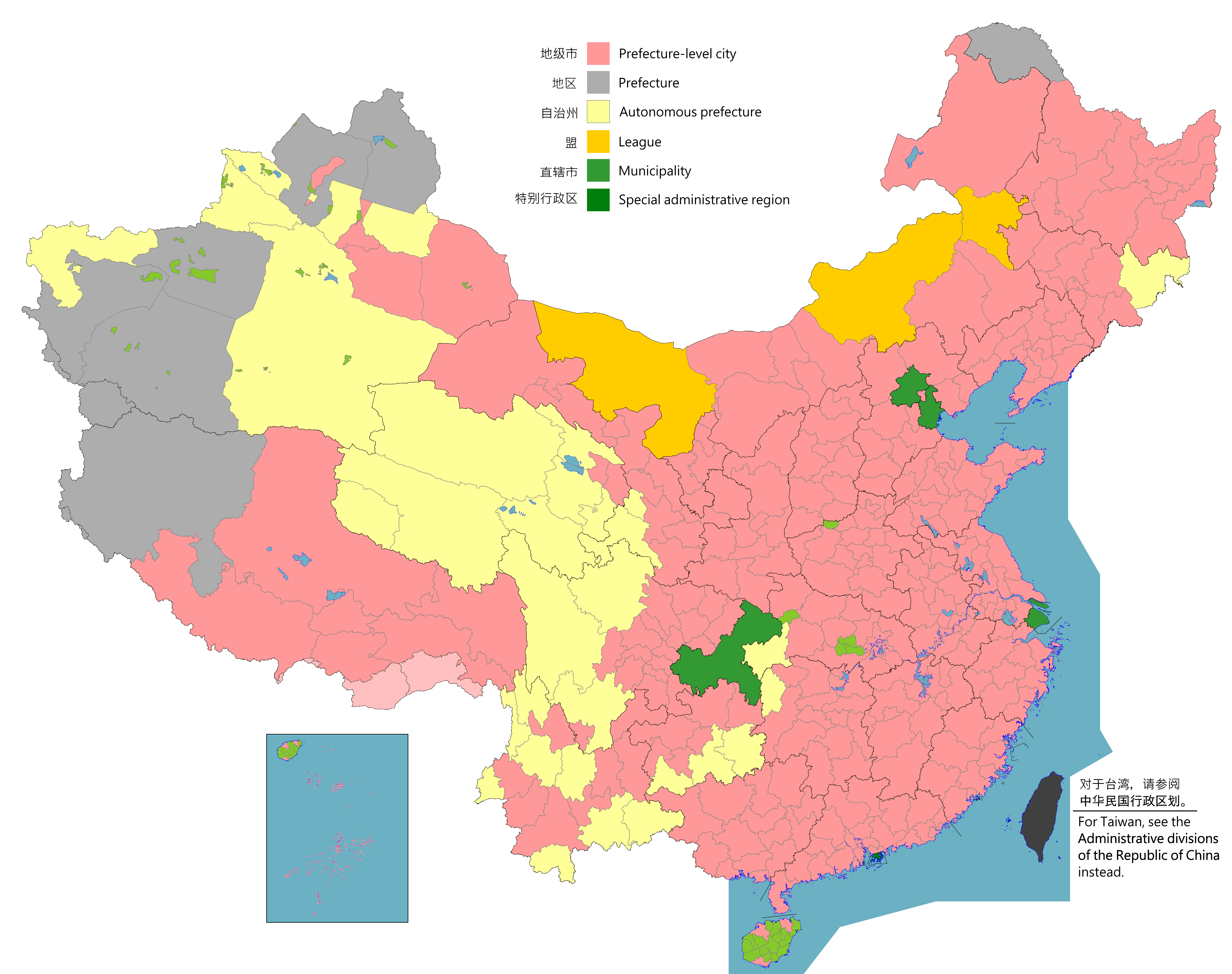
Carte du découpage administratif de la république populaire de Chine au niveau préfectoral ; les préfectures autonomes sont indiquées en jaune clair.

Les préfectures autonomes (chinois : 自治州 ; pinyin : zìzhìzhōu) sont une subdivision administrative en république populaire de Chine.

## Caractéristiques
Les préfectures autonomes ont un niveau administratif immédiatement inférieur à celui des provinces ou des régions autonomes. Elles ont été conçues pour regrouper une ou plusieurs minorités ethniques. On les trouve principalement dans les régions occidentales de la Chine.
Comme toutes les autres subdivisions préfectorales, les préfectures autonomes sont subdivisées en xian ou équivalents (à l'exception de la préfecture autonome kazakhe d'Ili qui contient deux préfectures).
D'après la Constitution de la république populaire de Chine, les préfectures autonomes ne peuvent pas être abolies.
L'autonomie réelle de ces préfectures fait toutefois l'objet de contestations, du fait du caractère non démocratique de la république de Chine et de la mainmise des autorités centrales sur les choix et décisions locales.

## Liste

### Préfectures autonomes actuelles
| Province | Nom                                               | Chinois                | Pinyin                              | Groupe ethnique      | Chef lieu          |
| -------- | ------------------------------------------------- | ---------------------- | ----------------------------------- | -------------------- | ------------------ |
| Gansu    | Préfecture autonome hui de Linxia                 | 临夏回族自治州         | Línxià Huízú Zìzhìzhōu              | Hui                  | Linxia             |
| Gansu    | Préfecture autonome tibétaine de Gannan           | 甘南藏族自治州         | Gānnán Zàngzú Zìzhìzhōu             | Tibétains            | Hezuo              |
| Guizhou  | Préfecture autonome miao et dong de Qiandongnan   | 黔东南苗族侗族自治州   | Qiándōngnán Miáozú Dòngzú Zìzhìzhōu | Miao et Dong         | Kaili              |
| Guizhou  | Préfecture autonome buyei et miao de Qiannan      | 黔南布依族苗族自治州   | Qiánnán Bùyīzú Miáozú Zìzhìzhōu     | Buyei et Miao        | Duyun              |
| Guizhou  | Préfecture autonome buyei et miao de Qianxinan    | 黔西南布依族苗族自治州 | Qiánxī'nán Bùyīzú Miáozú Zìzhìzhōu  | Buyei et Miao        | Xingyi             |
| Hubei    | Préfecture autonome tujia et miao d'Enshi         | 恩施土家族苗族自治州   | Ēnshī Tǔjiāzú Miáozú Zìzhìzhōu      | Tujia et Miao        | Enshi              |
| Hunan    | Préfecture autonome tujia et miao de Xiangxi      | 湘西土家族苗族自治州   | Xiāngxī Tǔjiāzú Miáozú Zìzhìzhōu    | Tujia et Miao        | Jishou             |
| Jilin    | Préfecture autonome coréenne de Yanbian           | 延边朝鲜族自治州       | Yánbiān Cháoxiǎnzú Zìzhìzhōu        | Coréens              | Yanji              |
| Qinghai  | Préfecture autonome tibétaine de Haibei           | 海北藏族自治州         | Hǎiběi Zàngzú Zìzhìzhōu             | Tibétains            | Xian de Haiyan     |
| Qinghai  | Préfecture autonome tibétaine de Hainan           | 海南藏族自治州         | Hǎinán Zàngzú Zìzhìzhōu             | Tibétains            | Xian de Gonghe     |
| Qinghai  | Préfecture autonome tibétaine de Huangnan         | 黄南藏族自治州         | Huángnán Zàngzú Zìzhìzhōu           | Tibétains            | Xian de Tongren    |
| Qinghai  | Préfecture autonome tibétaine golog               | 果洛藏族自治州         | Guǒluò Zàngzú Zìzhìzhōu             | Tibétains Golog      | Xian de Maqên      |
| Qinghai  | Préfecture autonome tibétaine de Yushu            | 玉树藏族自治州         | Yùshù Zàngzú Zìzhìzhōu              | Tibétains            | Xian de Yushu      |
| Qinghai  | Préfecture autonome mongole et tibétaine de Haixi | 海西蒙古族藏族自治州   | Hǎixī Měnggǔzú Zàngzú Zìzhìzhōu     | Mongols et Tibétains | Delingha           |
| Sichuan  | Préfecture autonome tibétaine et qiang d'Aba      | 阿坝藏族羌族自治州     | Ābà Zàngzú Qiāngzú Zìzhìzhōu        | Tibétains et Qiang   | Xian de Barkam     |
| Sichuan  | Préfecture autonome tibétaine de Garzê            | 甘孜藏族自治州         | Gānzī Zàngzú Zìzhìzhōu              | Tibétains            | Xian de Kangding   |
| Sichuan  | Préfecture autonome yi de Liangshan               | 凉山彝族自治州         | Liángshān Yízú Zìzhìzhōu            | Yi                   | Xichang            |
| Xinjiang | Préfecture autonome kirghiz de Kizilsu            | 克孜勒苏柯尔克孜自治州 | Kèzīlèsū Kē'ěrkèzī Zìzhìzhōu        | Kirghizes            | Artux              |
| Xinjiang | Préfecture autonome mongole de Börtala            | 博尔塔拉蒙古自治州     | Bó'ěrtǎlā Měnggǔ Zìzhìzhōu          | Mongols              | Bole               |
| Xinjiang | Préfecture autonome hui de Changji                | 昌吉回族自治州         | Chāngjí Huízú Zìzhìzhōu             | Hui                  | Changji            |
| Xinjiang | Préfecture autonome mongole de Bayin'gholin       | 巴音郭楞蒙古自治州     | Bāyīnguōlèng Měnggǔ Zìzhìzhōu       | Mongols              | Korla              |
| Xinjiang | Préfecture autonome kazakhe d'Ili                 | 伊犁哈萨克自治州       | Yīlí Hāsàkè Zìzhìzhōu               | Kazakhs              | Yining             |
| Yunnan   | Préfecture autonome dai et jingpo de Dehong       | 德宏傣族景颇族自治州   | Déhóng Dǎizú Jǐngpōzú Zìzhìzhōu     | Dai et Jingpo        | Luxi               |
| Yunnan   | Préfecture autonome lisu de Nujiang               | 怒江傈僳族自治州       | Nùjiāng Lìsùzú Zìzhìzhōu            | Lisu                 | Xian de Lushui     |
| Yunnan   | Préfecture autonome tibétaine de Dêqên            | 迪庆藏族自治州         | Díqìng Zàngzú Zìzhìzhōu             | Tibétains            | Xian de Shangri-La |
| Yunnan   | Préfecture autonome bai de Dali                   | 大理白族自治州         | Dàlǐ Báizú Zìzhìzhōu                | Bai                  | Dali               |
| Yunnan   | Préfecture autonome yi de Chuxiong                | 楚雄彝族自治州         | Chǔxióng Yízú Zìzhìzhōu             | Yi                   | Chuxiong           |
| Yunnan   | Préfecture autonome hani et yi de Honghe          | 红河哈尼族彝族自治州   | Hónghé Hānízú Yízú Zìzhìzhōu        | Hani et Yi           | Xian de Mengzi     |
| Yunnan   | Préfecture autonome zhuang et miao de Wenshan     | 文山壮族苗族自治州     | Wenshān Zhuàngzú Miáozú Zìzhìzhōu   | Zhuang et Miao       | Xian de Wenshan    |
| Yunnan   | Préfecture autonome dai de Xishuangbanna          | 西双版纳傣族自治州     | Xīshuāngbǎnnà Dǎizú Zìzhìzhōu       | Dai                  | Jinghong           |

### Anciennes préfectures autonomes
- Préfecture autonome li et miao de Hainan, Guangdong (1952–1988), actuelle province de Hainan
- Préfecture autonome tujia et miao de Qianjiang, Sichuan (jusqu'en 1997), actuel district de Qianjiang dans la municipalité de Chongqing